# ويلي ماين
ويلي ماين هو محامي وضابط وسياسي أمريكي، ولد في 19 يناير 1917 في سانبورن في الولايات المتحدة، وتوفي في 27 مايو 2007 في سيوكس سيتي في الولايات المتحدة بسبب انصمام رئوي. نشط حزبياً في الحزب الجمهوري.

## مناصب
- انتخب عضو مجلس النواب الأمريكي [الإنجليزية]‏ عن دائرة Iowa's 6th congressional district [الإنجليزية]‏ وقد انضم خلال فترته النيابية [الإنجليزية]‏ (3 يناير 1973 – 3 يناير 1975) للكتلة البرلمانية الحزب الجمهوري.
- انتخب عضو مجلس النواب الأمريكي [الإنجليزية]‏ عن دائرة Iowa's 6th congressional district [الإنجليزية]‏ وقد انضم خلال فترته النيابية [الإنجليزية]‏ (3 يناير 1971 – 3 يناير 1973) للكتلة البرلمانية الحزب الجمهوري.
- انتخب عضو مجلس النواب الأمريكي [الإنجليزية]‏ عن دائرة Iowa's 6th congressional district [الإنجليزية]‏ وقد انضم خلال فترته النيابية [الإنجليزية]‏ (3 يناير 1969 – 3 يناير 1971) للكتلة البرلمانية الحزب الجمهوري.
- انتخب عضو مجلس النواب الأمريكي [الإنجليزية]‏ عن دائرة Iowa's 6th congressional district [الإنجليزية]‏ وقد انضم خلال فترته النيابية [الإنجليزية]‏ (3 يناير 1967 – 3 يناير 1969) للكتلة البرلمانية الحزب الجمهوري.
- انتخب عضو مجلس النواب الأمريكي [الإنجليزية]‏.